# Alfonso (personaggio)
Alfonso, noto anche come Mostralfonso, è un personaggio immaginario dei fumetti ideato nel 1979 da Romano Garofalo e disegnato da Marzio Lucchesi; ne è stata tratta una trasposizione animata televisiva. È un cucciolo di yeti alla prese con i problemi del modo civile. Il personaggio è stato oggetto di merchandising.

## Storia editoriale
Il personaggio è protagonista di una serie di strisce a fumetti in bianco e nero pubblicate su varie testate italiane, soprattutto sul Corriere dei Piccoli dal 1987. La serie è stata pubblicata anche in Sud America e Giappone.
Nel 1990 venne pubblicato il libro "Il grande Alfonso", che comprende varie strisce apparse negli anni precedenti. 

## Caratteristiche del personaggio
(Romano Garofalo)
Alfonso è definito dai suoi autori come un piccolo yeti, anche se il suo aspetto si discosta molto dalle sue classiche rappresentazioni, avendo un corpo a pera, privo di collo e la testa attaccata al corpo, con lunghi piedi e un naso "a trombetta" (così lo definisce nelle strisce la sua compagna di classe Elisabetta).
Non è noto come sia arrivato nella civiltà: la prima vignetta del libro "Il grande Alfonso" lo rappresenta mentre viene buttato giù a calci da un autobus in quanto sprovvisto di biglietto. Inizialmente il suo modo di fare è piuttosto rozzo, anche se non aggressivo; in seguito, grazie all'aiuto di un'anziana donna che lo "adotta", impara a comportarsi bene e a "sopravvivere" nel mondo degli esseri umani. Nelle strisce successive, Alfonso è generalmente buono e gentile verso tutti: è molto ingenuo, e a volte gli altri personaggi lo giudicano stupido (impressione dovuta anche al suo modo di parlare, visto che sembra non saper pronunciare certe parole: ad esempio parla in terza persona singolare, riferendosi a se stesso come Fonso, (per citare alcuni esempi del suo modo di parlare ricordiamo "martello ha fatto male a Fonso" e se sua nonna adottiva gli dice che è colpa sua e non del martello allora lui risponde "Nonna dice che Fonso ha fatto male a Fonso? Ma no nonna, ti sbagli Fonso vuole bene a Fonso, è stato martello") e chiama "lecca" il lecca lecca); tuttavia, in molte occasioni, la sua disarmante semplicità lo rende più saggio dei molti umani che lo circondano, sia compagni di scuola che adulti.
Il tratto più importante del suo carattere è proprio l'innocenza: l'introduzione de "Il grande Alfonso", firmata da Ferruccio Alessandri, paragona il personaggio al bambino che, nella fiaba I vestiti nuovi dell'imperatore, è l'unico ad ammettere ad alta voce una verità che è sotto gli occhi di tutti. Tuttavia, secondo Alessandri, nel mondo moderno - soprattutto per colpa dei mass media - è impossibile trovare un bambino veramente innocente come quello della favola, e dunque "per l'innocenza ormai occorre un mostro".

## Comprimari
- Gertrude: un'anziana donna senza figli né nipoti, che decide di prendere con sé il bambino-yeti sperduto (le modalità di questa "adozione" non sono note) e di chiamarlo Alfonso. Quest'ultimo imparerà a chiamarla Nonna.
- Erminia: una cara amica di Gertrude, a cui fa spesso visita. A differenza della nonna, si rifiuta di lasciarsi coinvolgere dalle "fantasie" di Alfonso.
- Gerardo: un vecchietto incontrato per strada, che Alfonso decide di "scegliersi" come padre ("ruolo" che Gerardo non ha alcuna intenzione di accettare). In seguito diventa amico di Gertrude ed Erminia.
- Berto: un accalappiacani che dà la caccia ad Alfonso, in quanto convinto che egli sia un cane. Alfonso tenta sempre (inutilmente) di convincerlo di essere un "bambino", e Berto tenta sempre (inutilmente) di catturarlo.
- Dante Pedante, maestro di scuola di Alfonso (il quale infatti frequenta una normalissima classe di scuola elementare "umana"). Il cognome rappresenta esattamente il suo carattere.
- I compagni di classe di Alfonso:
  - Adalberto: il "secchione" della classe, soffre del fatto di non essere simpatico ai compagni, quando ad Alfonso per essere popolare basta rompere tre noci con una mano. Il suo spauracchio sono le barchette di carta, che non riesce mai a costruire.
  - Clarabella: una ragazzina più attenta all'apparenza che alla sostanza, vuole sempre essere considerata "bella, brava e intelligente" (tutte qualità che non possiede), legge fotoromanzi e sogna di diventare famosa. Ha un fratello minore, Lilo, un bambino con meno di un anno: non cammina, ma arriva dappertutto con il suo girello; non parla, ma le nuvolette mostrano che ha pensieri da adulto, la sua lettura preferita sono gli inserti di economia dei giornali.
  - Elisabetta: adora fare scherzi e prendere in giro i compagni; tra le sue "vittime" preferite vi sono Alfonso e Paolone.
  - Emma: piccola, "rotondetta" e golosa di merendine, ha una cotta per Alfonso, ma lui non sembra ricambiarla (innamorandosi invece delle ragazze dei manifesti pubblicitari). Negli oggetti di merchandising Emma è spesso rappresentata come la "fidanzatina" di Alfonso.
  - Paolone: figlio di un commerciante, è convinto di averne ereditato il senso degli affari (infatti nelle strisce lo si vede spesso dietro ad una bancarella degli scambi), ma in realtà è ingenuo quasi più di Alfonso, e crede alle bufale più assurde.
  - Riccardo: lo studente più svogliato, perennemente a rischio di bocciatura. Ha sempre le scarpe slacciate, e afferma che si tratta di una sua precisa "scelta di vita".
  - Tonino: figlio di un manager, vuole sempre comandare ed è infatti quasi sempre riconosciuto come "capo" dagli altri compagni (in alcune vignette porta anche un cappellino con il numero uno che identifica la sua "autorità" nella "banda di quartiere"). In molte strisce la sua arroganza deve capitolare davanti all'innocenza di Alfonso.
  - Ulisse: adora la geografia e sogna di viaggiare per il mondo (come il suo omonimo mitologico). Ma il padre, un contabile, pretende che il figlio segua le sue orme e lo costringe a studiare solo matematica. L'incubo di Ulisse sono i sovragomiti, le toppe usate dai contabili, che la madre gli cuce su tutti gli abiti (anche all'interno).
- Niki: il cane di pezza a cui Alfonso è molto affezionato, tanto da trattarlo come un cane vero.
- Mr.Brig: l'amico immaginario di Alfonso. È un signore di bassa statura vestito come un classico inglese, con la bombetta sempre in testa, e sostiene di abitare nella fantasia dei bambini (si definisce un "acchiappafantasie").
- Giovanni: è un apriscatole che Alfonso trova in un uovo di Pasqua. Decide di dargli un nome e di portarlo al collo come amuleto, e si convince a tal punto dei suoi poteri che l'oggetto inizia a funzionare veramente come portafortuna.
- Il Pierotto: nemico immaginario di Alfonso, è un mostro talmente orribile che il piccolo yeti non riesce a descriverlo. Secondo Alfonso, è invisibile ma può anche assumere la forma di qualsiasi oggetto.
- I tre psicologi: tentano di rendere Alfonso un "bambino normale", ad esempio insegnandogli il "principio di proprietà", o cercando di convincerlo della non esistenza dei mostri immaginari. Ogni volta falliscono, anzi finiscono per essere "contagiati" dalle fantasie di Alfonso (come la paura del Pierotto).

## Altri media
Il personaggio è apparso come pupazzo animato in televisione dal 1987, in particolare nella trasmissione Slurp su Odeon TV dove era un pupazzo bianco, alto circa mezzo metro, mosso da un animatore vestito di nero su sfondo nero (la stessa tecnica usata per Topo Gigio).

## Premi e riconoscimenti
Nel 1991 Garofalo e Lucchesi grazie al personaggio vincono la "Palma d'oro" nella sezione fumetti umoristici al 44º Salone Internazionale dell'Umorismo di Bordighera.